# Franciscus Rouwijser
Franciscus of François Rouwijser (Maastricht, gedoopt 2 juli 1737 – aldaar, 9 december 1827) was een Nederlands componist en violist.

## Levensloop
Hij was de zoon van Joannes Rouwijser en Maria Anna Zoons, die hem lieten dopen in de Sint-Jacobskapel. Hijzelf trouwde met Maria Habets.
Van zijn opleiding is niets bekend, maar zijn naam was in 1758 verbonden aan de Sint-Servaaskerk in zijn geboortestad. Ook speelde hij als eerste violist en concertmeester in het "Théâtre Français de la Ville de Maestricht", wat een geïmproviseerd theater was in de voormalige, nog bestaande Jekermanège. Er volgde een uitstap naar Luik (1790-1794), maar hij kwam weer terug en werd lid van de broederschap der kapelaans (of "kleine kanunniken") verbonden aan de Onze-Lieve-Vrouwekerk. Hij stierf op negentigjarige leeftijd in behoeftige omstandigheden in een tehuis voor oude mannen aan de Bogaardenstraat, vermoedelijk het Twaalf Apostelenhofje. Omdat hij geestelijke was, kwam hij niet in aanmerking voor een kerkpensioen.
Hij schreef meest geestelijke muziek. Zijn opera in één bedrijf Laure et Pétrarque is voor zover bekend de eerste opera van een Limburgs componist. Er is minstens een uitvoering van bekend: op 7 februari 1780 in het theater aan de Jekerstraat, vanwege de deelname van de zanger Fabre d'Eglantine, die ook verantwoordelijk was voor het libretto. 